# Alişar Hüyük
Alişar Hüyük és una antiga ciutat del Pròxim Orient, pertanyent a la província turca de Yozgat, a la península d'Anatòlia. Es troba a prop de les modernes ciutats d'Alişar i Sarikaya. A 50 km al nord-oest és la ciutat de Yozgat.

## Història

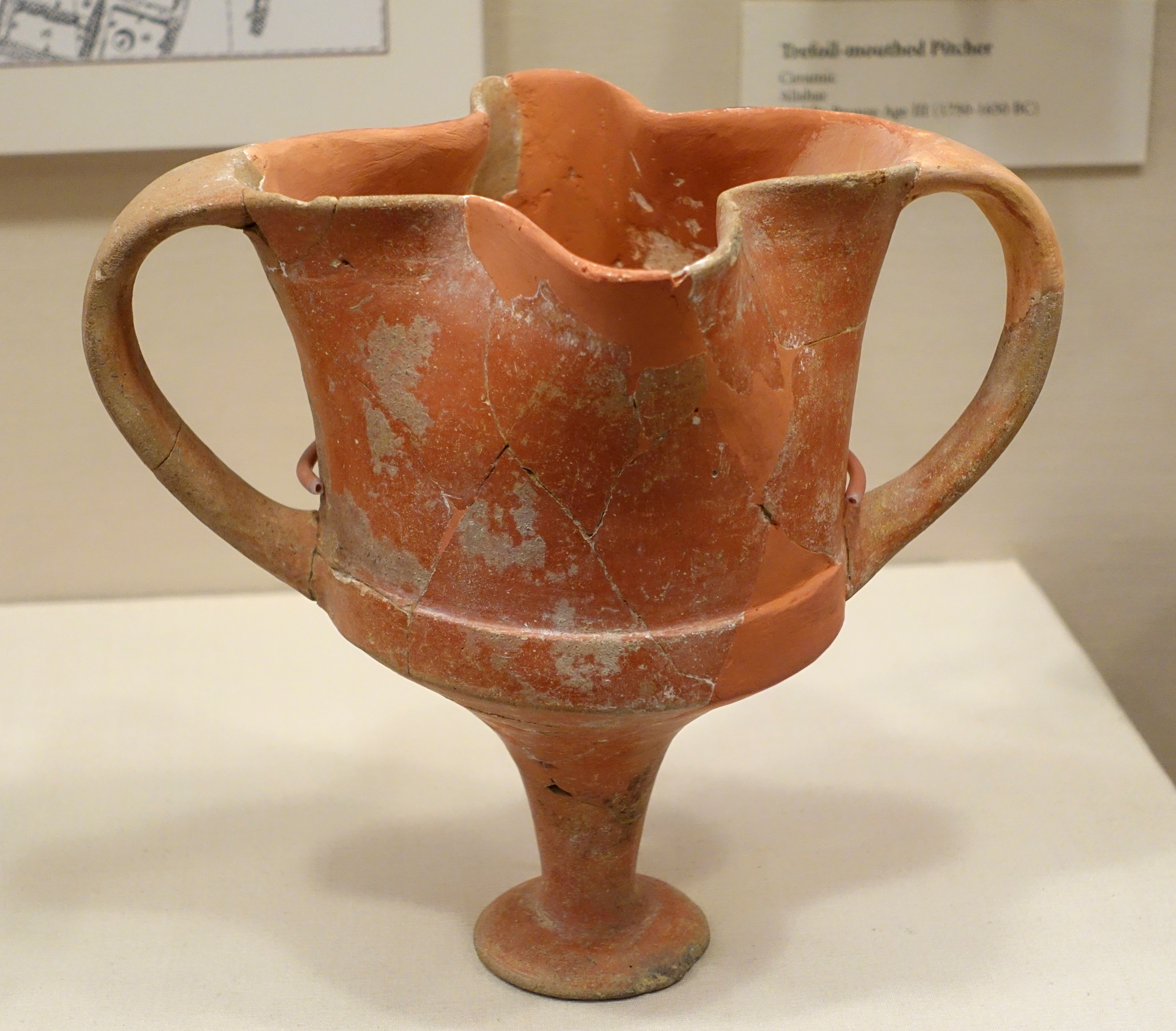
Atuell amb boca quadrifoliada trobat a Alisar, edat del bronze mitjana III (1750-1650 ae). Museu de l'Institut Oriental, Universitat de Chicago

Alişar Hüyük tingué diverses fases d'ocupació: en l'Eneolític, l'edat del bronze, i en les èpoques hitita i frígia. S'hi trobaren tauletes cuneïformes de l'època hitita escrites en l'antic assiri de Capadòcia. L'esment en aquestes tauletes de la ciutat d'Ankuwa ha fet pensar que el jaciment és l'Ankuwa que apareix en altres texts hitites. Aquesta teoria s'esfondrà amb un text del regnat d'Hattusilis II, en què s'afirma que Ankuwa caigué sota el jou hitita en l'edat del bronze final.
En època posthitita els frigis colonitzaren grans territoris de Capadòcia, testificat per inscripcions frígies. Durant segles Alişar, segons els segells jeroglífics trobats, fou luvita. Així mateix, hi ha evidències que fan suposar el domini frigi sobre Alişar durant alguns anys.
L'assentament desaparegué en la segona meitat del segon mil·lenni ae. Els seus habitants l'abandonaren al s. VII. Segles després ressorgí, amb la construcció, durant el mandat dels primers governadors otomans, d'edificacions de caràcter seminòmada.

## Arqueologia
El jaciment arqueològic, l'excavà entre 1927 i 1932 un equip de l'Institut Oriental de Chicago, dirigit per Erich Schmidt. L'excavació es reprengué el 1992, dirigida per Ronald Gorny com a part del Projecte Regional Allisar, tot i que la major part del treball es realitzà en la propera Çadir Höyük.
N'hi ha proves d'ocupació continuada des de l'edat del bronze fins a l'Imperi otomà. De l'assentament, polinuclear (acròpoli i ciutat baixa), amb certa consistència en l'edat del bronze antic, s'han exhumat cases de tova, terrissa, concentrada en la ciutadella i la ciutat baixa. Del bronze mitjà daten les muralles. Com en altres ciutats anatòliques, s'hi han trobat peses de telers.
Les troballes s'exhibeixen al Museu de les Civilitzacions d'Anatòlia d'Ankara.